# Ровенко Михайло Іванович
Михайло Іванович Ровенко (нар. 11 червня 1958, Грушка, Тлумацький район, УРСР) — український дитячий композитор, поет, письменник, педагог.

## Біографія
Народився 11 червня 1958 року в селі Грушка, Тлумацького району, Станіславської області в сім'ї селян-колгоспників, батько Іван Ровенко та мати Марія Ровенко. Рідний брат батька Василь Ровенко загинув у Другій світовій війні в Польщі.  
Закінчив місцеву сільську загальноосвітню школу. Після служби в радянській армії 1979 року вступив до Інституту Мистецтв Прикарпатського університету звідки випустився 1984 року.
Займається композиторською діяльністю, учасник гурту Ватаги (грає на скрипці), пише вірші українською мовою.
Автор гімну села Грушка та Яремчанського ліцею №1.

## Вибрані праці
- Все навпаки  — Івано-Франківськ, 2007. — 48 с.[3]
- Народження до вічності — Івано-Франківськ, 2024.